# Membru al familiei trădătorului Patriei
Membru al familiei trădătorului patriei (prescurtat ЧСИР, pronunțat „CeSeIR,, de asemenea membru al familiei unui dușman al poporului, sau membru al familie trădătorului patriei), este formularea din articolul 58-1в al Codului penal al RSFSR din 1926, Legea „Cu privire la membrii familiei trădătorilor Patriei” din 30 martie 1935 și o serie de alte reglementări sovietice.

## Context general
Conceptul de „membri ai familiilor trădătorilor” a fost introdus pentru prima dată în  Rusia Sovietică în 1919. În Ordinul nr. 163 din 2 noiembrie 1919 cu titlul „MOARTE TRĂDĂTORILOR”, Lev Davidovici Troțki a solicitat pedepsirea nu doar a trădătorilor și alarmiștilor, ci și a familiilor acestora. În același timp, în acest ordin, dar și în alte ordine și proclamații ale lui Troțki, nu se folosește niciodată cuvântul „patrie”, din moment ce unul dintre  principiile fundamentale ale  marxism-leninismului este exprimat în cuvintele lui Marx și în Manifestul comunist: „Muncitorii nu au patrie (Die Arbeiter haben kein Vaterland)” și ale lui Lenin: „Proletariatul nu are patrie (У пролетариата нет отечества)” ). În acest fel, se face o legătură între „trădătorii revoluției” și „patrie”, patrie pe care proletariatul „nu o are și nu o poate avea”. Troțki și-a formulat astfel ordinele: 
„Ordon comandanților și comisarilor să monitorizeze cu strictețe astfel încât niciunul dintre aceste cazuri de trădare nu rămâne nepedepsit. Familiile trădătorilor trebuie arestate imediat. Trădătorii înșiși ar trebui să fie înscriși în Cartea Neagră a armatei, astfel încât după triumful apropiat și final al revoluției, niciunul dintre trădători să nu scape de pedeapsă”—L. Troțki
După instaurarea puterii sovietice și sfârșitul războiului civil, orice caz de arestarea a unui înalt lider sovietic a generat campanii de protest, prin care se cerea eliberarea imediată și luarea în considerație a acestor proteste, plângeri și petiții, (adesea foarte bine întemeiate), discutarea lor în ședințe de partid interminabile, ceea ce a provocat uneori paralizarea activității aparatului de partid. La începutul puterii sovietice, printre arestați s-au aflat membri de partid care s-au aflat în opoziție cu linia oficială. Protestele împotriva arestărilor se datorau și faptului că mulți membri ai elitei sovietice erau legați prin alianțe de familie și rudenie.
Fiecare arestare a unui lider politic sau militar sovietic a condus la o campanie de colectare a semnăturilor pe petiții de eliberare imediată, trimiterea unor „scrisori deschise” către organele centrale ale presei de partid și alte acțiuni de acest fel, de cele mai multe ori inițiate de rudele și cunoștințele arestaților. Stalin, care a dorit să oprească aceste practici și să elimine reclamațiile care îl deranjau, a revenit la practica represiunilor împotriva „membrilor familiei trădătorilor”, din acest moment și „ai patriei”, astfel încât și membrii de familie și persoanele principale implicate în aceste procese politice au început să fie arestate. În același timp, încercările capilor de familie să „renunțe” la copii și să divorțeze de soții, o practică des întâlnită în anii de maximă intensitate a terorii staliniste, nu i-a ferit întotdeauna pe aceștia din urmă de pedeapsă. Drept urmare, soțiile și copiii adulți au fost, de asemenea, executați, trimiși în lagăre sau deportare, iar copiii mici, dacă rudele îndepărtate nu au reușit să-i salveze la timp, au fost duși la orfelinate, unde li s-a dat un nou nume de familie.. În anii 1970, scriitorul Felix Ciuev, într-o discuție cu pensionarul Viaceslav Molotov, l-a întrebat pe acesta: „De ce represiunea a fost extinsă asupra soțiilor, copiilor? ”. Fostul premier sovietic a răspuns: „Cum adică – de ce? Trebuiau izolați. Și așa, desigur, ei ar fi fost distribuitorii de plângeri de tot felul.” Istoricul Vadim Rogovin a comentat această situație în felul următor: „Niciun raționament despre «conspirații» și «spionaj»: rudele pur și simplu s-au amestecat, este chiar de neînțeles?” După cum a remarcat Artiom Krecetnikov, când comuniștii de rang înalt, oameni cu poziții și legături, au ajuns în masă sub cuțit, soțiile chiar puteau să să-și îngreuneze cu adevărat mintea cu conversații „inutile” și, cel mai important, ar fi deranjat autoritățile superioare și „organele” cu cereri și reclamații.

## Istoric
Ca formulare juridică a codului penal, acest termen provine din  Articolul 58в al Codului penal al RSFSR) (modificat pe 08.08.1934), care prevedea pedeapsa nu numai pentru autorul infracțiunii, ci și pentru membrilor familiei sale. În cazul unei dezertări a unui soldat în străinătate, membrii adulți ai familiei unui trădător al patriei-mamă, care locuiau cu el, sau persoanele aflate în întreținerea acestuia, au fost private de  drepturi electorale și au fost exilați în zone îndepărtate din Siberia pentru o perioadă de cinci ani. Dacă membrii familiei sau persoanele aflate în întreținere știau despre evadarea planificată, dar nu au notificat autoritățile, aceștia au fost închiși pentru o perioadă de cinci până la zece ani și s-a aplicat și pedeapsa suplimentară a  confiscării averii.
Un număr mare de infracțiuni  contrarevoluționare, inclusiv cazuri de trădarea a patriei-mamă, au fost luate în considerare de către organele extrajudiciare cunoscute sub numele de „ dvoici și troici („formate din doi, respectiv trei membri”. Comitetul Executiv Central al URSS a emis pe 10 iunie 1934 o hotărâre, potrivit căreia tribunalele militare ale regiunilor și flotei primeau dreptul să judece cazurile de trădare a patriei comise atât de personalul militar, cât și de civili.
Biroul politic al Comitetului Central al Partidului Comunist al Uniunii Sovietice din 1937 a reglementat suplimentar închiderea soțiilor trădătorilor patriei și a opoziționiștilor de partid (troțkiști, zinoviști, deviaționiști de dreapta etc.) în lagăre timp de 5-8 ani.
Decretul Biroului Politic al CC al PCUS Nr. 140 " Cu privire la urmărirea trădătorilor patriei-mamă și familiile lor" și o serie de acte suplimentare, articolul 58 din Codul penal al RSFSR și alte acte normative din cadrul legislației penale a Uniunii Sovietice, care tratau problema „CeSeIR”, au fost completate cu regula responsabilității membrilor familiei unui trădător al patriei și în cazul în care acesta nu era militar:
…membrii de familie ai trădătorilor patriei-mamă care au evadat sau au zburat în străinătate, sunt supuși exilului în regiunile nordice îndepărtate ale URSS pentru o perioadă de 3 până la 5 ani, cu confiscarea tuturor clădirilor, instrumentelor agricole și animalelor lor, dacă nu au comis infracțiuni pentru care legea prevede pedepse mai grele.

... membrii de familie ai trădătorilor patriei, care locuiau cu ei sau erau dependenți de ei în momentul crimei, sunt supuși urmăririi penale.
Conform instrucțiunilor NKVD al URSS „Cu privire la procedura de exilare a membrilor familiei în regiunile îndepărtate de nord ale URSS”, care venea să completeze prevederile decretului Biroului Politic, membrii familiei trădătorilor patriei erau trimiși în exil prin deciziile unei comisii speciale a NKVD-ului și, înainte de deportare, aceștia (cu excepția minorilor), erau trimiși în custodie („la închisoare”, conform instrucțiunilor).
Membrii minori ai familiei erau, de asemenea, supuși exilului (anterior erau trimiși în instituții speciale, școli-internat și orfelinate „în afara Moscovei”), dar trebuiau create spații speciale pentru întreținerea lor până în momentul deportării. Documentul prevedea o listă de lucruri permise pentru transport, stabilea o limită de 500 de ruble și până la 500 kg de lucruri necesare, care nu erau supuse confiscării.
Stalin a semnat Ordinul 1926сс „Cu privire la membrii familiei trădătorilor de patrie”. Ordinul din 24 iunie 1942 stabilea următoarele:

... membri adulți ai familiei ai persoanelor ... condamnate ... la pedeapsa capitală conform art. 58-1a din Codul penal al RSFSR și articolele corespunzătoare din Codurile penal ale altor republici ale uniunii: pentru spionaj în favoarea Germaniei și a altor țări aflate în război cu noi, pentru trecerea de partea inamicului, trădare sau ajutor acordat ocupanților germani, serviciu în organele punitive sau administrative ale ocupanților germani de pe teritoriul pe care l-au ocupat și pentru încercarea de trădare a patriei-mamă și intențiile trădătoare - sunt supuse arestării și exilului în zone îndepărtate ale URSS pentru o perioadă de cinci ani.
... familiile persoanelor condamnate în lipsă la pedeapsa capitală... pentru plecarea voluntară cu trupele de ocupație la eliberarea teritoriului ocupat de inamic sunt, de asemenea, supuse arestării și exilului în zone îndepărtate ale URSS pentru un termen de cinci ani.
Tatăl, mama, soțul, soția, fiii, fiicele, frații și surorile sunt considerați membri ai familiei unui trădător al patriei dacă locuiau împreună cu trădătorul patriei, sau erau dependenți de el în momentul săvârșirii infracțiunii, sau în momentul mobilizării în armată în legătură cu izbucnirea războiului.

Nu sunt subiecți ai arestării și exilului familiile trădătorilor patriei în a căror componență a fost stabilită, după o verificare corespunzător, prezența soldaților Armatei Roșii, partizanilor, persoanelor care au acordat asistență Armatei Roșii și partizanilor în timpul ocupației, ca și cei cărora li s-au acordat ordine și medalii ale Uniunii Sovietice.
Prin această măsură, atunci când persoanele care nu erau vinovate de infracțiuni imputate altor persoane sau de complicitate la aceste infracțiuni erau supuse răspunderii penale și, în cele din urmă, erau deportate administrativ pentru perioade de până la zece ani, , principiul responsabilității personale și al vinovăției a fost încălcat în mod grav.

## Copii celor arestați
Alevtina Perevedențeva, al cărui tată Alexandr Vasiliev a fost delegat la al XVII-lea Congres al Partidului Comunist al Uniunii Sovietice („Congresul celor executați) și a fost împușcat în 1937 ca „trădător al patriei”, a lăsat memorii legate de viața membrilor familiei trădătorului patriei (CeSeIR). După arestarea mamei lor, Alevtina și fratele ei au fost duși mai întâi la centrul de primire al NKVD din Harkov, apoi la orfelinatul din Vovceansk. Conform memoriilor lui Perevedențeva, atmosfera din instituțiile destinate copiilor era greu de suportat. Hărțuirea elevilor și bătăile ca pedeapsă erau practici curente. Copiii celor reprimați, așa-numiții „periculoși din punct de vedere social”, se aflau sub supravegherea constantă a NKVD-ului. Copiilor le era interzisă ieșirea în afara orfelinatului, iar pentru încălcarea interdicției erau aplicate pedepse severe. Tinerii din orfelinat se mutau în formație dintr-un loc în altul cântând cântece sovietice. Cel mai greu test pentru tineri a fost interzicerea comunicării cu colegii: